# Siganus vulpinus
Espèce
Synonymes
- Lo vulpinus

Siganus vulpinus ou Poisson-lapin est une espèce de poisson perciforme.

## Description
Le poisson-lapin mesure jusqu'à 24 cm de long. C'est un poisson monogame.

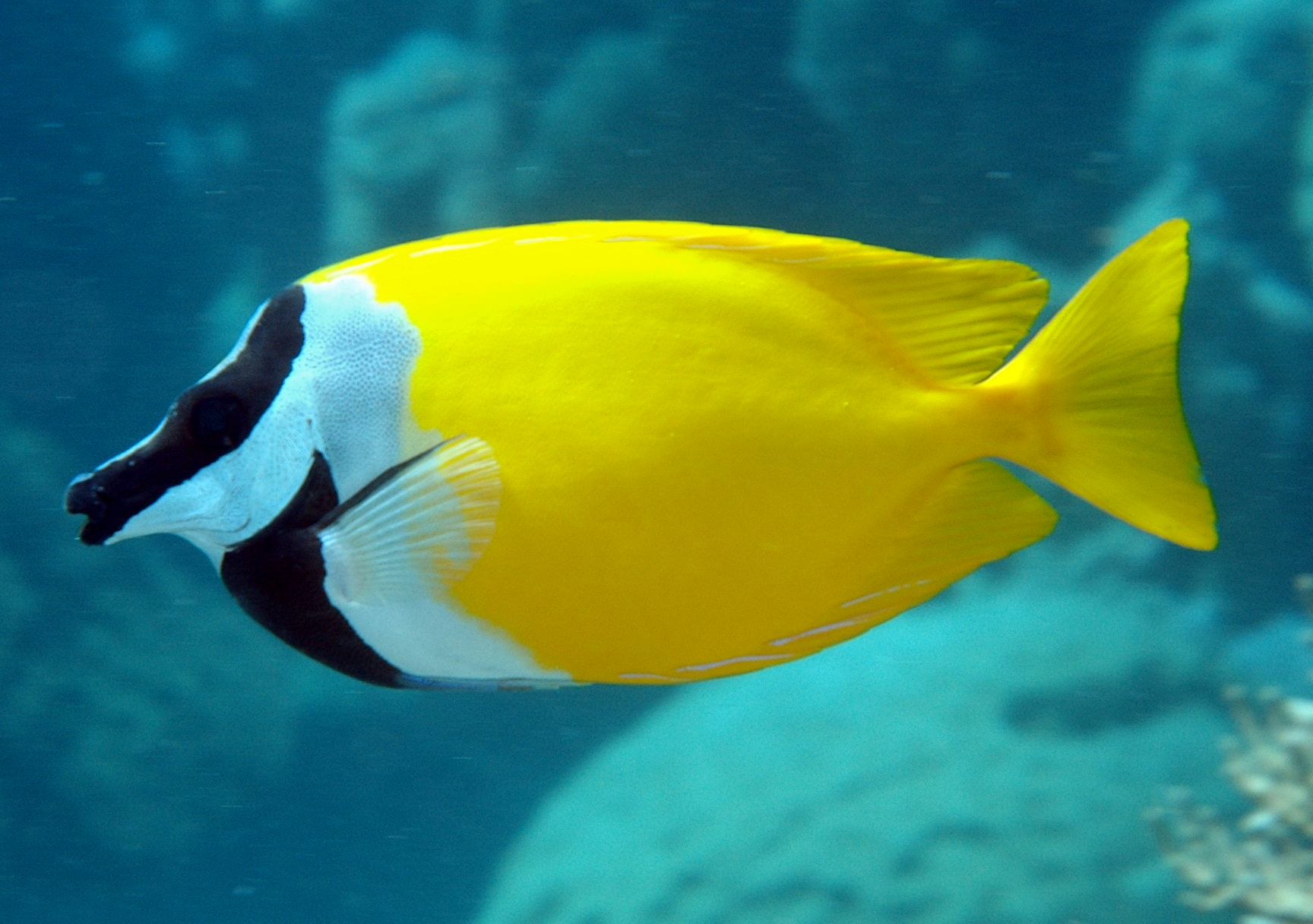
Poisson-lapin, grande barrière de corail, Australie

Sa robe est jaune, noire et blanche. Il possède treize épines acérées venimeuses sur son unique nageoire dorsale, épines qui constituent un moyen de défense efficace contre ses prédateurs.

## Alimentation
Le poisson-lapin gratte les algues sur les coraux avec sa rangée de dents plates. Les algues sont sa nourriture principale.

## Répartition et habitat
Cette espèce de poisson se trouve dans l'Indo-Pacifique, dans les eaux peu profonde des récifs coralliens de l'Asie du Sud-Est et de l'Australie.